# Какавас, Джон
Джон Га́рри Какава́с (англ. John Harry Cacavas; 13 августа 1930, Абердин, Южная Дакота, США — 28 января 2014, Беверли-Хиллз, Калифорния, США) — американский кинокомпозитор, аранжировщик и дирижёр, известный по музыке к фильмам «Поезд страха» (1972), «Дьявольские обряды Дракулы» (1973), «Аэропорт 1975» (1974), «Аэропорт 77» (1977), «Ангар 18» (1980), «Песнь палача» (1982) и «Грязная дюжина: смертельное задание» (1988), а также к телесериалам «Гавайи 5-O» и «Коджак». Дважды номинировался на прайм-таймовую премию «Эмми» (1976, 1980). Лауреат премии «Film and Television Music Award» от Американского общества композиторов, авторов и издателей (1986).

## Биография
Родился в семье греческого иммигранта. Мать Какаваса была родом из Северной Дакоты.
В возрасте 14 лет создал собственную музыкальную группу.
Окончил Северо-Западный университет, где изучал композицию.
В период службы в армии был направлен в Вашингтон (округ Колумбия) в качестве главного аранжировщика Оркестра Армии США. Позднее переехал в Нью-Йорк.

### Карьера
В 1970 году вместе с семьёй переехал в Лондон (Великобритания), где получил должность кинокомпозитора. В Лондоне Какавас познакомился с актёром Телли Саваласом, который позднее помог ему заняться работой над фильмами.
В 1973 году вернулся в США, поселившись в Беверли-Хиллз.
После работы над культовым фильмом ужасов «Поезд страха» (1972) переехал в Голливуд, где начал работать в кинематографе.
В 1993—2001 годах являлся членом совета директоров Американского общества композиторов, авторов и издателей.
На протяжении многих лет Какавас оставался ведущей фигурой в американской музыкальной школе.
Умер в Беверли-Хиллз на 83 году жизни.

## Личная жизнь
Был женат на Бонетте Беккер Какавас. Пара имела троих детей.
Увлекался кулинарией и рисованием.
Был близким другом с Телли Саваласом.

## Фильмография
- 1972 — Поезд страха
- 1973 — She Cried Murder
- 1973 — Дьявольские обряды Дракулы
- 1973 — Linda
- 1973 — Blade
- 1974 — The Elevator
- 1974 — Аэропорт 1975
- 1974 — Amy Prentiss
- 1975 — Kate McShane
- 1975 — Friendly Persuasion
- 1976 — The Bionic Woman
- 1976 — Hazard's People
- 1977 — SST: Death Flight
- 1977 — Аэропорт 77
- 1977 — Murder at the World Series
- 1977 — Relentless
- 1978 — Superdome
- 1973—1978 — Коджак
- 1978 — Human Feelings
- 1978 — The Time Machine
- 1978 — The Eddie Capra Mysteries
- 1978 — Doctors' Private Lives
- 1978—1979 — B. J. and the Bear
- 1979 — Working Stiffs
- 1979 — 240-Robert
- 1977—1980 — Гавайи 5-O
- 1980 — Бак Роджерс в XXV веке
- 1979—1980 — Mrs. Columbo
- 1979—1980 — Eischied
- 1980 — Ангар 18
- 1980 — Once Upon a Spy
- 1981 — Частный детектив Магнум
- 1981 — No Place to Hide
- 1981 — Hellinger's Law
- 1981 — Separate Ways
- 1981 — California Gold Rush
- 1981 — Border Pals
- 1981 — Gangster Wars
- 1981 — Child Bride of Short Creek
- 1982 — Cry for the Strangers
- 1981—1982 — Shannon
- 1982 — American Playhouse
- 1982 — CBS Schoolbreak Special
- 1982 — Песнь палача
- 1982—1983 — Seven Brides for Seven Brothers
- 1983 — Mortuary
- 1983 — Still the Beaver
- 1979—1983 — ABC Weekend Special
- 1983 — Women of San Quentin
- 1983—1984 — For Love and Honor
- 1984 — The Four Seasons
- 1984 — Her Life as a Man
- 1984 — They're Playing with Fire
- 1984 — Jesse
- 1984 — Jesse
- 1984—1985 — CBS Schoolbreak Special
- 1985 — A Death in California
- 1985 — Jenny's War
- 1985 — Murder: By Reason of Insanity
- 1985 — Ripley's Believe It or Not!
- 1985 — The Adventures of Alexander Hawkins
- 1985 — Solomon's Universe
- 1986 — A Time to Triumph
- 1985—1986 — Lady Blue
- 1987 — The Dirty Dozen: The Deadly Mission
- 1987 — Police Story: The Freeway Killings
- 1988 — Body of Evidence
- 1988 — Грязная дюжина: Смертельное задание
- 1988 — The Equalizer
- 1988 — Dirty Dozen: The Series
- 1989 — Margaret Bourke-White
- 1989 — Confessional
- 1990 — Murder in Paradise
- 1990 — Kojak: None So Blind
- 1986—1991 — Мэтлок
- 1989—1991 — Коломбо
- 1992 — Она написала убийство
- 1993 — The Return of Ironside
- 2000 — Perfect Murder, Perfect Town